# Wings (ban nhạc)
Wings (hay còn được gọi là Paul McCartney and Wings) là một ban nhạc rock Anh–Mỹ được thành lập vào năm 1971 bởi cựu thành viên The Beatles Paul McCartney, vợ của ông Linda McCartney đảm nhận vai trò keyboard, tay trống chính Denny Seiwell và cựu tay guitar của Moody Blues, Denny Laine. Wings được chú ý vì sự thay đổi nhân sự thường xuyên cùng với những thành công thương mại của họ, trải qua sự tham gia nhóm của ba nghệ sĩ guitar chính và bốn tay trống. Tuy nhiên, bộ ba nòng cốt là vợ chồng McCartney và Laine vẫn được giữ nguyên trong suốt thời gian tồn tại của ban nhạc.
Sau khi vợ chồng McCartney phát hành album Ram năm 1971, hai album đầu tiên của ban nhạc, Wild Life (1971) và Red Rose Speedway (1973) (album sau đó có sự kết hợp với nghệ sĩ guitar Henry McCullough), được xem là những thất vọng về mặt nghệ thuật bên cạnh các tác phẩm của Paul cùng với The Beatles. Sau khi phát hành ca khúc chủ đề của bộ phim James Bond Live and Let Die, McCullough và Seiwell đã rời khỏi ban nhạc. Sau đó vợ chồng McCartney và Laine phát hành Band on the Run năm 1973, một thành công về mặt thương mại và phê bình, gồm hai đĩa đơn top 10 "Jet" và ca khúc chủ đề. Sau album đó, ban nhạc đã chiêu mộ thêm nghệ sĩ guitar Jimmy McCulloch và tay trống Geoff Britton, nhưng Britton rời nhóm ngay sau đó và được thay thế bằng Joe English. Với đội hình mới, Wings đã phát hành Venus and Mars năm 1975, bao gồm đĩa đơn số một tại Mỹ "Listen to What the Man Said" và thực hiện chuyến lưu diễn vòng quanh thế giới rất thành công trong giai đoạn 1975–76. Wings at the Speed of Sound (1976) được phát hành ngay giữa chuyến lưu diễn và bao gồm các đĩa đơn ăn khách "Silly Love Songs" và "Let 'Em In".
Năm 1977, ban nhạc có được đĩa đơn quán quân duy nhất tại Vương quốc Anh, "Mull of Kintyre", sau đó trở thành đĩa đơn bán chạy nhất tại Vương quốc Anh trong lịch sử. Tuy nhiên, Wings tiếp tục trải qua một đợt xáo trộn đội hình, khi cả McCulloch và English đều rời đi trước khi phát hành album London Town năm 1978 của nhóm. Vợ chồng McCartney và Laine một lần nữa bổ sung thêm thành viên mới, chiêu mộ tay guitar Laurence Juber và tay trống Steve Holley. Album cuối cùng Back to the Egg, là một thất bại, nhận được sự đón nhận tiêu cực của giới phê bình. Trong chuyến lưu diễn quảng bá, Paul bị bắt giữ tại Nhật Bản vì tội tàng trữ cần sa, khiến ban nhạc tạm ngừng hoạt động. Bất chấp vị trí quán quân cuối cùng ở Mỹ với "Coming Up" (1979), sau khi Laine rời khỏi ban nhạc, Wings tan rã vào năm 1981.

## Lịch sử
Sau khi The Beatles tan rã vào năm 1970, Paul McCartney bắt đầu sự nghiệp solo với album McCartney. Người vợ mới cưới của anh, Linda, là người hát nền cho các ca khúc. Paul đã từng tuyên bố trong đám cưới rằng vợ anh sẽ phải là người tham gia các dự án âm nhạc của anh, vậy nên sau này chưa bao giờ người ta thấy họ tách nhau trong các chuyến lưu diễn. Với album thứ hai, Ram, McCartney đã cộng tác với một vài nghệ sĩ khác, như Hugh McCracken và David Spinozza, cũng như tay trống Denny Seiwell. Seiwell từng chơi cho một số buổi thu cùng nhà McCartney trước khi được chính thức lựa chọn.

### Đội hình đầu tiên (1971–1973)

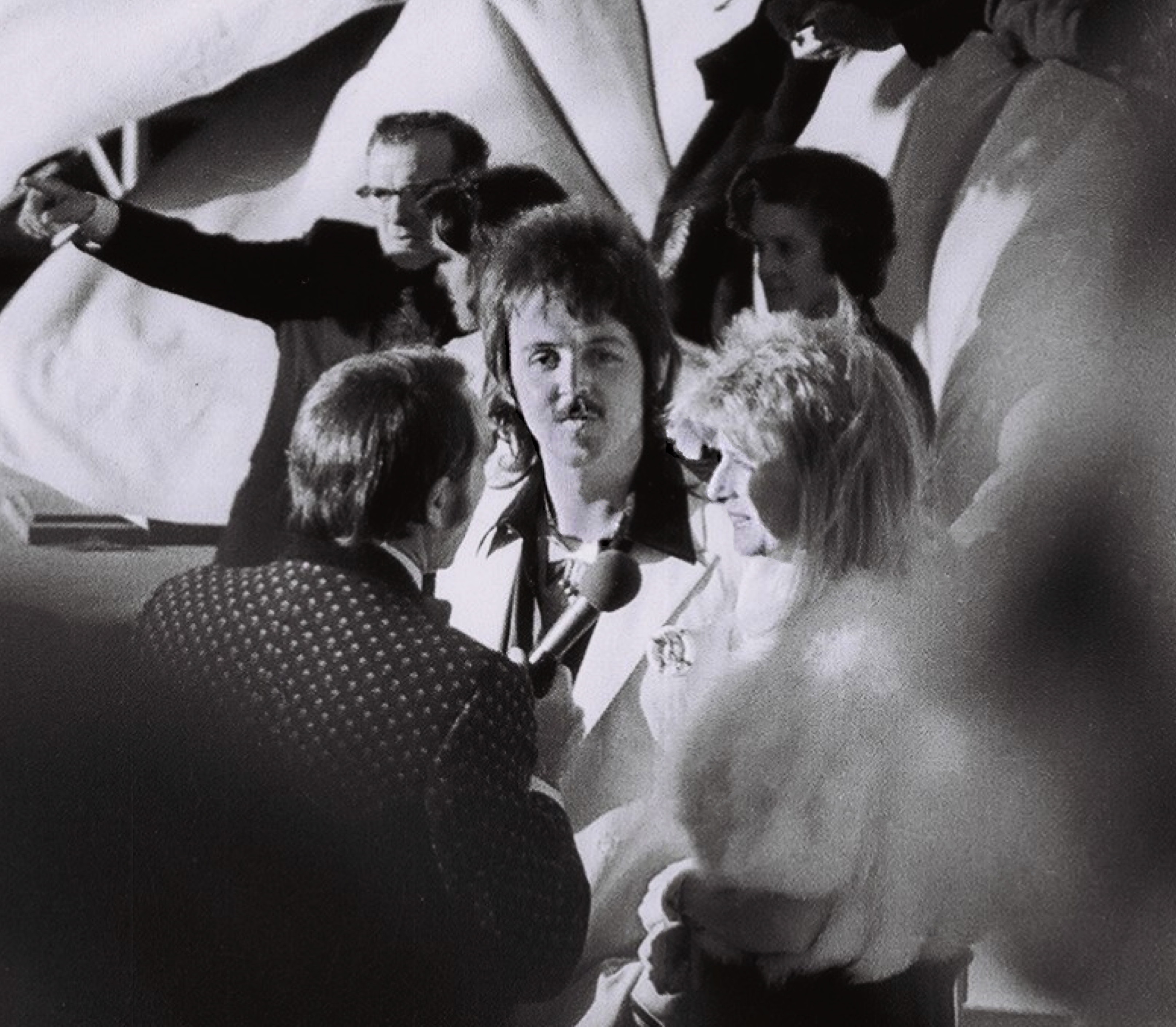
Paul và Linda McCartney tại Oscar 1973

Tháng 8 năm 1971, Seiwell gia nhập nhóm của Linda và Paul trong buổi thu album thứ ba của họ tại Apple Records: Wild Life, được phát hành vào ngày 7 tháng 12 cùng năm. Đó là dự án đầu tiên mà Wings thu âm với sự xuất hiện của một nghệ sĩ "mới". Tên ban nhạc lúc đó vẫn chưa có, và nó bắt nguồn từ sự việc khi Linda và Paul có với nhau người con gái thứ 2, Stella vào tháng 9 năm 1971. Paul McCartney có kể lại trong bộ phim Wingspan rằng sự ra đời của Stella "mang một chút vẻ bi kịch", ý nói tới việc cả Linda lẫn đứa bé đều suýt qua đời khi hạ sinh. Paul nói khi đó anh chỉ biết cầu nguyện và hình ảnh đôi cánh của thiên thần luôn ám ảnh tâm trí anh. Vậy nên anh đặt tên nhóm là "Wings".
Hầu hết các ca khúc trong Wild Life đều lấy từ các buổi diễn trực tiếp của ban nhạc (một bản hát lại của "Bip Bop" trong đó có giọng của vợ chồng McCartney và con gái Mary hát nền xuất hiện trong Wingspan năm 2001). Wild Life cũng có một ca khúc reggae, "Love Is Strange" của Mickey & Sylvia, khi Paul và Linda đều ưa thích các giai điệu reggae từ Jamaica.
Wild Life nhận được khá nhiều đánh giá khác nhau. Chẳng hạn John Mendelsohn viết trên tờ Rolling Stone cho rằng album này chỉ là "hạng hai". Trong The Beatles: An Illustrated Record, Roy Carr và Tony Tyler nói album thực sự "vội vàng, thụ động, không đúng lúc và bị quảng cáo quá mức" và chê bai khả năng viết nhạc của nhà McCartney "chỉ ở mức đáng được tôn trọng tối thiểu".
Cuối năm 1971, Paul đưa tay guitar Henry McCullough, cựu thành viên của Spooky Tooth, tới ban nhạc. Đội hình mới cùng nhau tham gia chuyến lưu diễn tại các trường đại học của Anh, sau đó là chuyến lưu diễn vòng quanh châu Âu (ban nhạc cùng nhau lái xe thùng qua các vùng ở châu Âu). Đây là lần đầu tiên một cựu Beatle thực hiện một tour diễn, vậy nên Wings đã từ chối thể hiện bất kể một ca khúc nào của The Beatles.
Tháng 2 năm 1972, Wings cho ra mắt đĩa đơn "Give Ireland Back to the Irish" – một câu trả lời cho sự kiện Bloody Sunday. Ca khúc này bị cấm phát bởi BBC vì tính chính trị của nó. Tuy nhiên, dù không có mặt trên sóng phát thanh, nó vẫn đạt được vị trí 16 tại Anh, số 1 tại Ireland và Tây Ban Nha. Đĩa đơn tiếp theo của họ, "Mary Had a Little Lamb", là một ca khúc cho trẻ em và cũng đạt Top 10 tại Anh. Đây là một chủ đề khá mới mà McCartney viết khi phải đối mặt với những phản ứng khá dữ dội từ đĩa đơn trước "Give Ireland Back to the Irish". Tháng 11 năm 1972, Wings cho phát hành "Hi, Hi, Hi", và đĩa đơn lại một lần nữa bị cấm bởi BBC khi họ cho rằng ca khúc tuyên truyền việc sử dụng chất kích thích cũng như tự do tình dục. Tuy nhiên, mặt B của đĩa đơn, ca khúc "C Moon", lại được phát sóng bình thường. Ca khúc này đạt được vị trí số 5 tại Anh và số 10 tại Mỹ.
Ban nhạc đổi tên thành "Paul McCartney and Wings" trong album tiếp theo của họ Red Rose Speedway (1973) mà trong đó, họ đã có đĩa đơn số 1 đầu tiên tại Mỹ: bản ballad mượt mà "My Love". Album thực tế bao gồm 2 đợt thu âm, và 2 ca khúc của album ("Get On the Right Thing" và "Little Lamb Dragonfly") thực tế được thu từ quá trình thực hiện album Ram. Laine có tham gia hát nền trong một số ca khúc, song McCulloch thì không. Trong thời kỳ này, Linda có sáng tác ca khúc "Seaside Woman", phát hành năm 1977 (dưới nghệ danh "Suzy and the Red Stripes").
Vào tháng 10 năm 1972, Wings cộng tác với nhà sản xuất của The Beatles, George Martin, thu âm ca khúc chủ đề của bộ phim đình đám James Bond Live and Let Die. Ca khúc được phát hành vào năm 1973 và nhanh chóng trở thành một hit toàn cầu. Cùng năm, Paul thực hiện một chương trình TV có tên James Paul McCartney với sự có mặt của Wings trong một số cảnh quay hậu đài.
Với những thành công rực rỡ từ tour diễn vòng quanh nước Anh năm 1973, Wings rục rịch thu âm album tiếp theo. Tuy nhiên, Seiwell và McCulloch cùng rời nhóm với những kế hoạch riêng, buộc nhà McCartney và Laine cùng thực hiện album thành công nhất của họ, Band on the Run, mà EMI đã thu âm với máy thâu 8-băng tại phòng thu của họ ở Lagos, Nigeria. Album đạt vị trí số 1 tại cả Anh lẫn Mỹ với 3 đĩa đơn vô cùng thành công: "Jet", "Helen Wheels" và ca khúc tiêu đề – thậm chí còn được coi là phần tiếp theo của Abbey Road. Album cũng bao gồm ca khúc "Let Me Roll It" – một ca khúc với cách hát kiểu John Lennon – và "No Words" – một ca khúc đồng sáng tác với Laine (trước đó mọi ca khúc của Wings đều chỉ do Linda và Paul viết). Band on the Run nhận được nhiều phản hồi tích cực và góp phần xây dựng lại hình ảnh của Paul McCartney thời hậu Beatles sau hàng loạt những lời phê bình trước đó.

### Đội hình thứ hai (1974–1978)

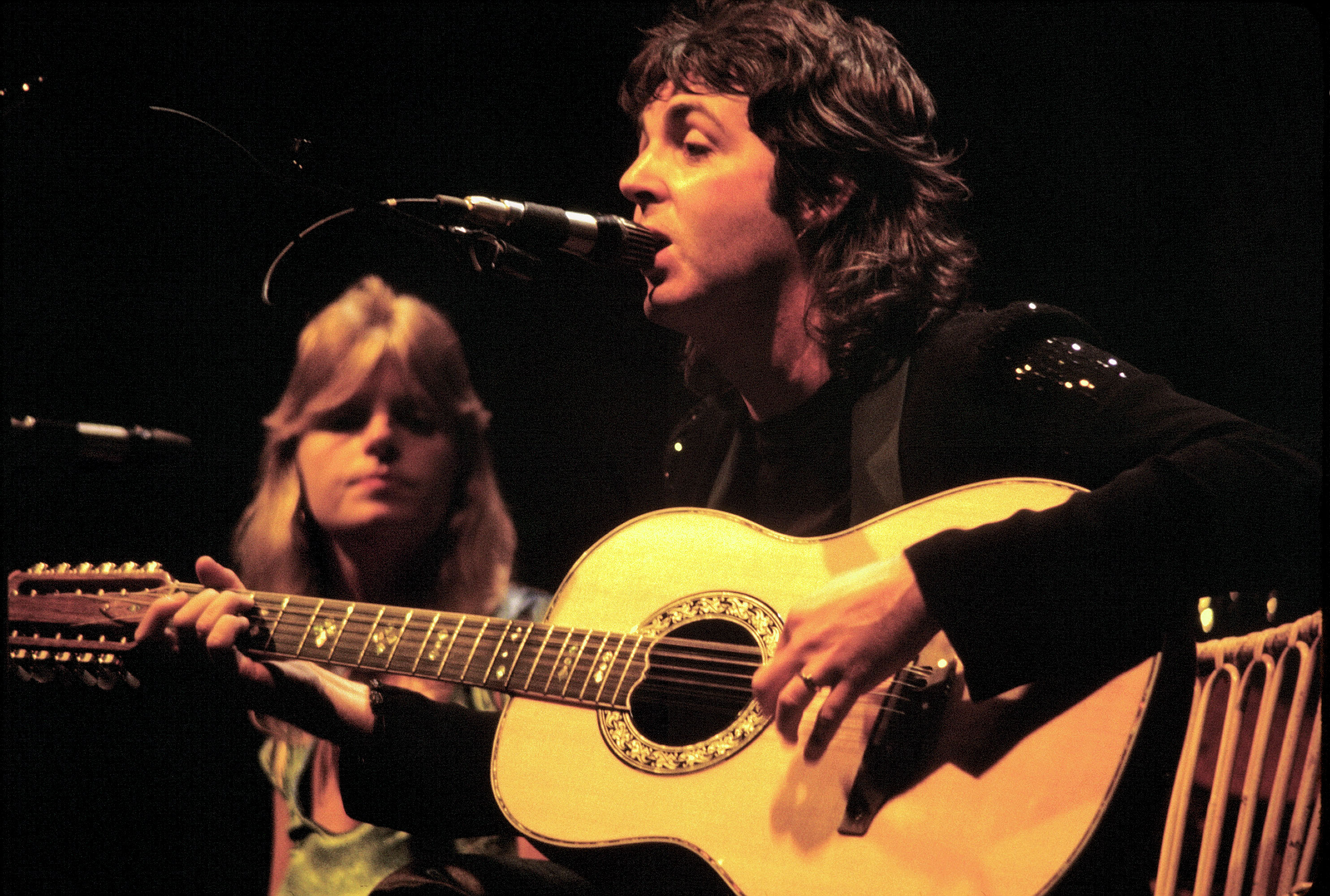
Linda và Paul McCartney trên sân khấu năm 1976

Sau Band on the Run, Jimmy McCulloch – cựu thành viên của Thunderclap Newman và Stone the Crows – đã gia nhập nhóm. Dự án đầu tiên mà McCulloch tham gia cùng Wings là album McGear cộng tác giữa Paul McCartney và Mike McGear, được phát hành vào năm 1974. Warner Bros. Records không muốn đề tên Wings vào danh sách cộng tác, và album chỉ bán được với doanh thu rất thấp. Tuy nhiên, đĩa đơn theo kèm "Liverpool Lou" với sự ghi nhận của nhóm cộng tác với McGear, The Scaffold, thì lại có mặt trong Top 10 ở Anh.
Geoff Britton gia nhập Wings với vai trò tay trống của nhóm trong một quãng thời gian khá ngắn ngủi. Lần đầu tiên đội hình đầy đủ này thu âm cùng nhau là khi họ tới phòng thu tại trang trại của Curly Putman Jr. ở Nashville. Chuyến đi đã tạo nên đĩa đơn nổi tiếng của họ "Junior's Farm", đi kèm với một ca khúc khác "Sally G", được phát hành bởi Apple Records. Trong một sự kiện hi hữu, mỗi mặt của đĩa đơn đều có mặt trong Billboard Top 20 tại Mỹ. Trong khoảng thời gian này, ban nhạc (cùng Chet Atkins và Floyd Cramer) cũng thực hiện đĩa đơn tri ân The Country Hams với nhan đề "Walking in the Park with Eloise", một ca khúc được viết từ rất lâu bởi cha của Paul – ông Jim McCartney.
Wings bắt đầu quá trình thu âm album tiếp theo của họ, Venus and Mars (1975), tại London vào tháng 11 năm 1974, sau đó là ở New Orleans. Đây là album đầu tiên của họ được Capitol Records phát hành. Album giành vị trí số 1 tại Mỹ với đĩa đơn "Listen to What the Man Said" với Dave Mason chơi guitar và Tom Scott chơi saxophone. Khi ban nhạc tới New Orleans, Britton rời nhóm và Joe English được chọn làm người thay thế. Cũng giống như Seiwell, English là người quen của McCartney khi đã từng có nhiều buổi thu lẻ với gia đình họ.

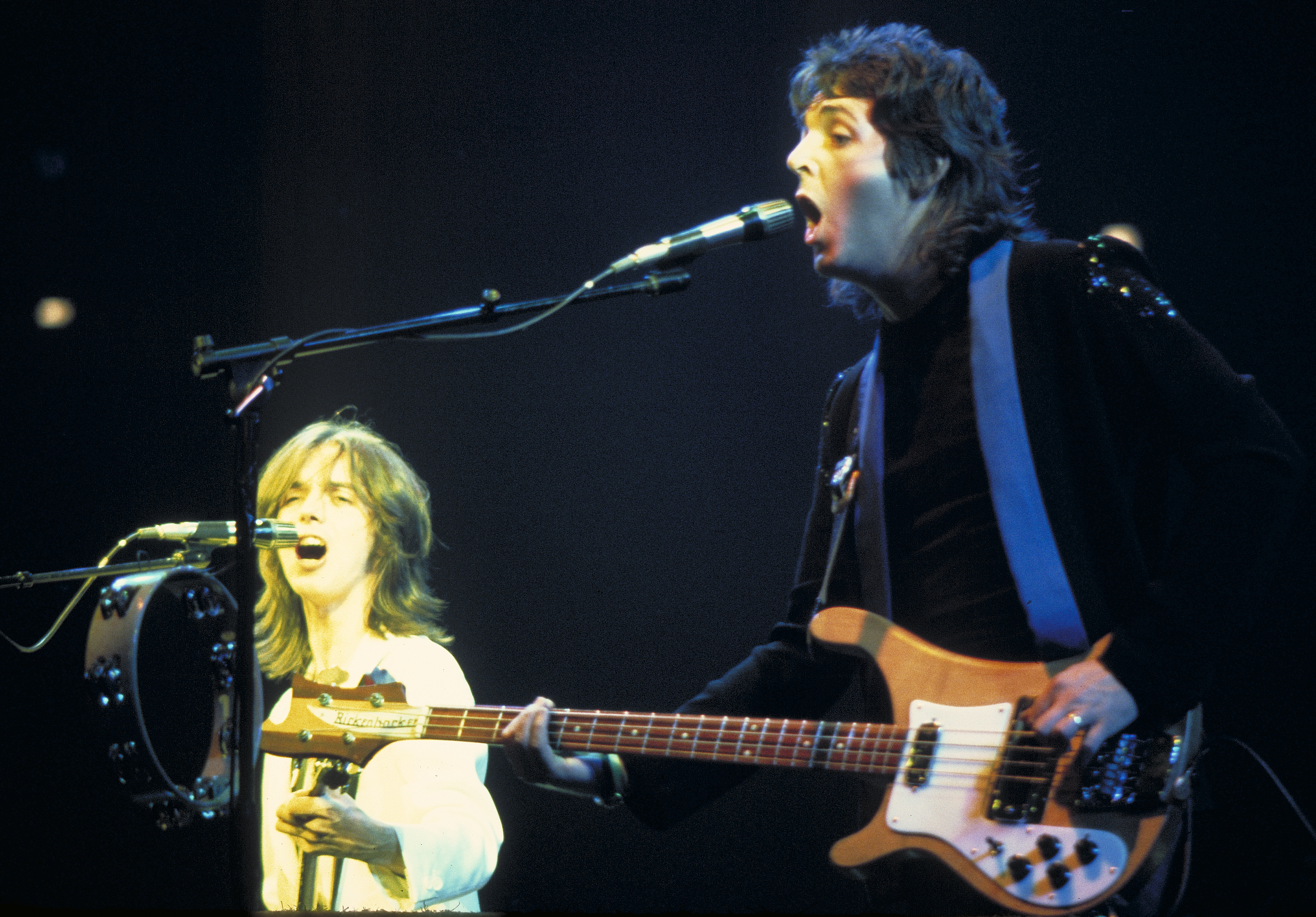
Jimmy McCulloch và Paul McCartney trên sân khấu năm 1976

Thu 1975, Wings bắt đầu tour diễn vòng quanh thế giới dù rằng McCulloch bị gãy tay. Bắt đầu ở Bristol, tour diễn thực hiện một vòng qua Úc (tháng 11), châu Âu (tháng 3 năm 1976), Mỹ (tháng 5-6), rồi trở lại châu Âu (tháng 9), trước khi kết thúc với buổi trình diễn tại Wembley Empire Pool. Theo tour diễn này có dàn kèn cor với sự tham gia của Tony Dorsey, Howie Casey, Thaddeus Richard và Steve Howard (cũng chơi cả định âm và các kèn hơi khác).
Xen giữa các buổi diễn, Wings tiến hành thu âm album Wings at the Speed of Sound, phát hành vào tháng 3 năm 1976 như một sự ưu ái dành cho nước Mỹ. Nó đánh dấu một sự thay đổi quan trọng của ban nhạc khi mỗi thành viên đều tham gia hát ít nhất một ca khúc, kể cả English. Hiển nhiên, 2 đĩa đơn số 1 tại Mỹ, "Silly Love Songs" và "Let 'em In", đều được viết bởi Paul. Có tới 4 ca khúc trong album được hát trong tour diễn năm 1976, kèm với 5 ca khúc của The Beatles. Một trong những buổi diễn ở Seattle đã được quay lại thành bộ phim Rockshow (1980). Các buổi diễn khác, bao gồm cả buổi diễn tại Madison Square Garden ở New York và buổi diễn tại Boston Garden ở Massachusetts được ghi lại thành album live của ban nhạc Wings over America (1976) – album thứ 5 liên tiếp của Wings đứng đầu tại Mỹ. Đĩa đơn theo kèm album là bản live của ca khúc "Maybe I'm Amazed" của Paul trích từ album McCartney. Mặt sau của đĩa đơn là ca khúc "Soily" là một bản thu chưa được phát hành vốn được anh thể hiện trong một vài buổi diễn nhỏ.
Sau tour diễn, Wings tuyên bố nghỉ ngơi một thời gian. Khá lâu sau họ mới bắt đầu thu âm tại quần đảo Virgin, nhưng mọi thứ bị gián đoạn khi Linda mang bầu và cả McCulloch và English đều muốn ra đi. McCullock gia nhập nhóm The Small Faces, tuy nhiên anh không có một thành tựu gì đáng kể trước khi chết vì dùng heroin quá liều vào năm 1979. English tham gia vào ban nhạc Sea Level rồi sau này thành lập nên Joe English Band.
Dù không có đủ thành viên, Laine và gia đình McCartney vẫn cho phát hành ca khúc "Mull of Kintyre", một ca khúc miêu tả vùng đồng quê Kyntyre ở Scotland, nơi mà gia đình McCartney dọn nhà tới từ đầu những năm 70. Đĩa đơn được ra mắt rất sát dịp Giáng sinh. "Mull of Kintyre" nhanh chóng trở thành một hiện tượng toàn cầu, thống trị bảng xếp hạng của Anh (ca khúc duy nhất của Wings thành hit số 1), Úc và một vài quốc gia khác. Hơn nữa, đây là đĩa đơn đầu tiên của Anh vượt qua mốc 2 triệu bản, đè bẹp ca khúc huy hoàng của The Beatles "She Loves You" để trở thành đĩa đơn bán chạy nhất mọi thời đại của Anh. Tuy nhiên, ca khúc không có những thành công tại Mỹ khi mặt B của đĩa đơn, ca khúc "Girls School", dù được phát sóng rất nhiều trên các đài phát thanh, cũng chỉ nằm trong Top 40.
Bộ 3 tiếp tục thực hiện album London Town vào năm 1978. Dù rằng phần bìa album là bức ảnh của bộ 3, thực tế hầu hết các ca khúc đều được thu âm trước khi McCulloch và English rời nhóm. Album có một số thành công nhất định, song chỉ có được vị trí thứ 2 tại Mỹ (album đầu tiên của Wings kể từ Wild Life không giành được quán quân tại đây). Với London Town, ban nhạc đã quan tâm nhiều hơn tới thứ nhạc rock nhẹ và trau chuốt. Trong khi "With a Little Luck" là ca khúc quán quân tại Mỹ, và đứng thứ 5 tại Anh thì "I've Had Enough" và "London Town" lại là những thất bại của ban nhạc ở cả hai quốc gia trên.

### Đội hình thứ ba (1978–1981)

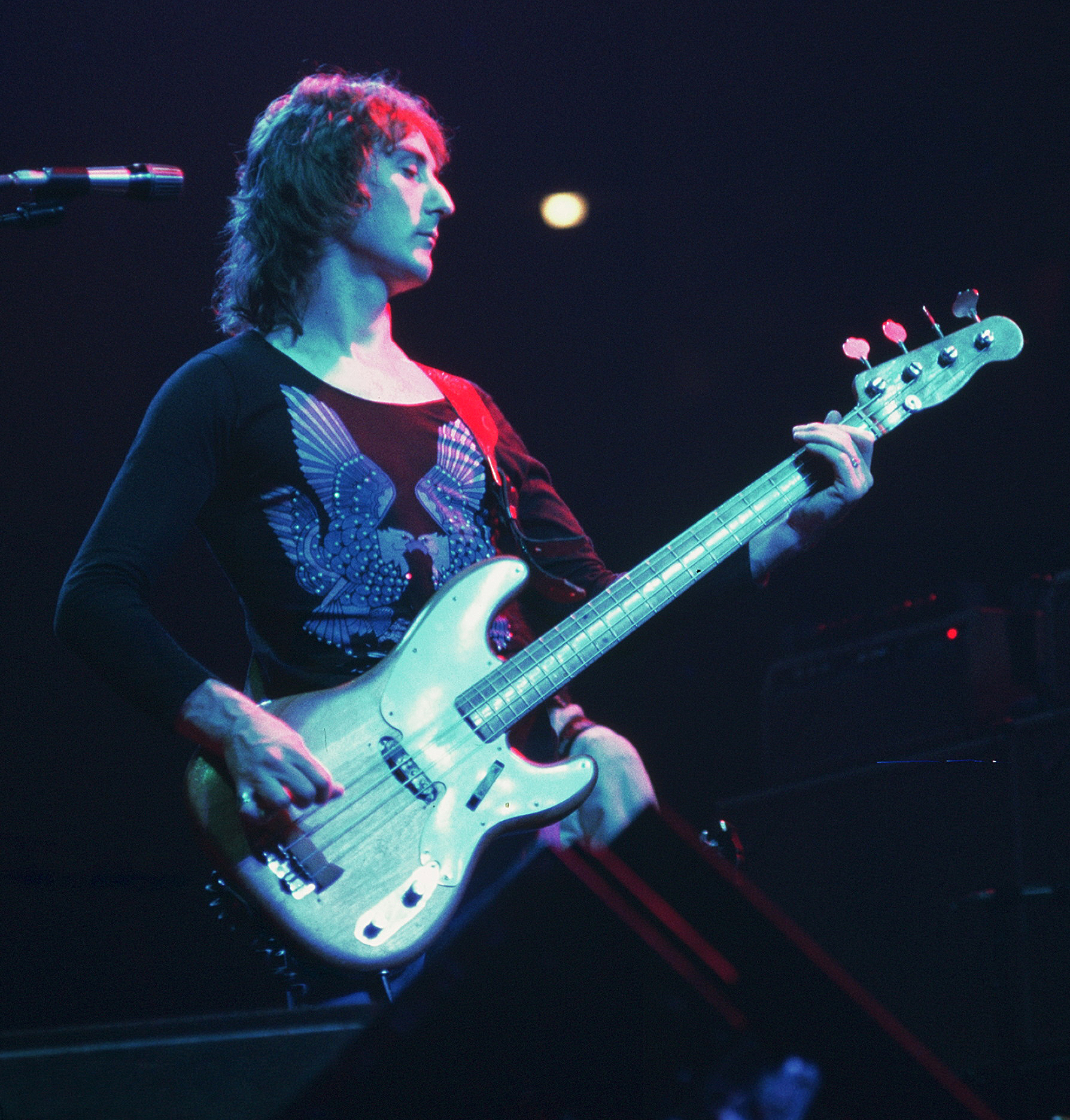
Denny Laine

Cuối năm 1978, tay lead guitar Laurence Juber và tay trống Steve Holley gia nhập Wings. Năm 1979, Paul McCartney quyết định ký hợp đồng thu âm mới, họ rời Capitol – công ty đại diện cho anh từ thời The Beatles ở Mỹ và Canada – để tiến hành thu âm với Columbia Records, trong khi vẫn theo sát Parlophone trên toàn thế giới. Mang chút ảnh hưởng của nhạc punk và New Wave, họ từ bỏ quan điểm âm nhạc ban đầu và thuê Chris Thomas phụ trách sản xuất. Kết quả đem lại là một thứ âm nhạc khá khô cằn. Phong cách mới này của Wings cho ra mắt đĩa đơn mang giai điệu disco "Goodnight Tonight", với mặt sau là "Daytime Nighttime Suffering", đạt vị trí số 5 cả ở Anh lẫn Mỹ. Album tiếp theo của họ, Back to the Egg, lại không được đánh giá cao dù nhận được chứng chỉ Bạch kim tại Mỹ. Album bao gồm ca khúc đạt giải Grammy, "Rockestra Theme" – một sản phẩm hoành tráng cộng tác giữa Wings với The Who, Led Zeppelin, Pink Floyd và nhiều nghệ sĩ khác nữa. Có 2 đĩa đơn được phát hành kèm album này, song chỉ đạt được thứ hạng rất thấp ở các bảng xếp hạng.
Cũng trong năm 1979, Paul tiến hành thu âm album solo thứ hai của mình, McCartney II. Tháng 11-12 năm 1979, Wings thực hiện tour diễn vòng quanh nước Anh với sự cộng tác một lần nữa của dàn kèn cor với Tony Dorsey, Howie Casey, Thaddeus Richard, và Steve Howard. Tour diễn lần này còn có sự tham gia của các ngôi sao ca nhạc ở London của "Rockestra" nhằm ủng hộ UNICEF và người tị nạn Campuchia. Trong tour diễn này, bản live của ca khúc "Coming Up" trong album McCartney II được thu âm tại Glasgow và trở thành hit số 1 thứ sáu của ban nhạc tại Mỹ.
Tháng 1 năm 1980, Paul bị bắt tại sân bay quốc tế Tokyo, Nhật Bản khi mang 7,7 ounce cần sa trong hành lý. Tour diễn tại Nhật của Wings bị hủy bỏ, và ban nhạc, trừ Linda, liền quay trở lại Anh. Paul bị giam trong 10 ngày, trước khi được thả và liền bị trục xuất. Trở về từ Nhật, anh cho phát hành album McCartney II và hủy bỏ chuyến lưu diễn tới nước Mỹ.
Tháng 10 năm 1980, Paul tiến hành thu âm album solo tiếp theo Tug of War cùng với nhà sản xuất của The Beatles, George Martin. Với album này, họ quyết định thu âm với nhiều nghệ sĩ khác, trong đó có cả Wings. Tới tháng 1 năm 1981, Wings trở lại để thực hiện album Cold Cuts với những ca khúc chưa từng phát hành, trong khi Laine vẫn tiếp tục hợp tác với Tug of War ở Montserrat suốt cả tháng 2. Tới ngày 27 tháng 4 năm 1981, Laine tuyên bố rời khỏi ban nhạc vì McCartney vẫn không hết bàng hoàng sau vụ ám sát John Lennon.

### Các lần tái hợp
Tháng 3 năm 1997, Laine, Juber và Holley đã tái lập lại Wings trong chương trình Beatlefest tại New Jersey. Việc này không hề được dự tính trước, hiển nhiên kể cả việc tái hợp. Tới tận 10 năm sau, vào tháng 6 năm 2007, Laine, Juber và Seiwell tái hợp trong một chương trình Beatlefest khác (đã đổi tên thành "The Fest for Beatles Fans") ở Las Vegas. Tại đây, họ đã trình diễn các ca khúc "Band on the Run", "Mull of Kintyre" và "Go Now". Có bài báo từng viết rằng Laine đã có ý định tổ chức tour diễn chỉ với 3 thành viên trên. Laine và Seiwell còn gặp lại nhau tại chương trình trên vào tháng 3 năm 2010 ở Secaucus, New Jersey, và sau đó họ gặp Juber vào tháng 8 cùng năm tại Chicago.

## Tôn vinh
Paul McCartney hiển nhiên là ngôi sao sáng nhất của ban nhạc, song Denny Laine, Jimmy McCulloch, Laurence Juber, và Linda McCartney đều đã viết nhạc cho nhóm, trong khi Laine, McCulloch, English, và Linda cũng đều có những ca khúc mà mình hát chính. Tuy nhiên, thực tế là mọi ca khúc mà Wings từng phát hành đĩa đơn đều là sáng tác (hoặc đồng sáng tác) của Paul, ngoại trừ "Seaside Woman" và "Walking in the Park with Eloise" được phát hành dưới nghệ danh khác.
Sự thành công của Wings góp phần nâng cao tên tuổi của McCartney (có nhiều cây viết cho rằng McCartney không cần bất kể một sự lăng-xê nào). Hầu hết các ca khúc trong sự nghiệp solo sớm sủa của Paul, vốn chỉ là những ca khúc đơn giản và không được đầu tư bằng The Beatles của George Martin, chỉ phải nhận những lời phê bình "nhẹ ký" hơn so với những đồng nghiệp trong nhóm. Tới năm 1975, sự nghiệp solo của Lennon bị gián đoạn với sự ra đời của con trai Sean, và anh quyết định dừng việc thu âm. Chỉ 1 năm sau, tới lượt George Harrison từ bỏ các buổi trình diễn trực tiếp. Ringo Starr rời Los Angeles và bắt đầu công việc sáng tác thành công của mình, nhưng anh cũng không trình diễn nhiều với các nghệ sĩ khác (và cũng không thực hiện tour cho tới tận năm 1989). Tuy nhiên, suốt thời gian đó, Wings lại liên tiếp thực hiện tour và có những album và đĩa đơn thành công vang dội. Năm 1980, Lennon thực sự cảm thấy ghen tức trước thành công của Wings và điều đó thúc đẩy anh trở lại sự nghiệp solo.
Wings cũng có khá nhiều ca khúc được phát hành qua nhiều luồng khác nhau sau khi ban nhạc tan rã. 3 ca khúc trong album solo của Laine, Japanese Tears, là các ca khúc của Wings mà Laine là người hát chính. Ca khúc "Maisie" của Juber cũng xuất hiện trong album solo của anh, Standard Time. Sau khi Linda qua đời, một tuyển tập các ca khúc mang tên Wide Prairie được ra mắt với 7 ca khúc được sáng tác hoặc đồng sáng tác bởi Linda. Ngoài album McGear, Wings cũng tham gia cộng tác trong đĩa đơn của The Scafford "Liverpool Lou" cùng mặt B "Ten Years After on Strawberry Jam". Ngoài ra, McCartney cũng sử dụng 3 ca khúc của Wings trong các album solo. Album của Laine năm 1977, Holly Days, thực ra là những nỗ lực của bộ 3 Denny-Paul-Linda – những người đã tạo nên thành công của Band on the Run.
Trong sự nghiệp của mình, Wings đã có 12 đĩa đơn Top 10 ở Anh và 14 ở Mỹ. Tất cả hai3 đĩa đơn của họ đều nằm trong U.S. Top 40 ("Junior's Farm"/"Sally G" có được thành công với cả hai mặt). Wings chỉ thiếu một đĩa đơn số 1 để bằng số đĩa đơn số 1 mà cả John Lennon, George Harrison và Ringo Starr cộng lại trong suốt sự nghiệp solo của họ. Cả 10 album của Wings đều nằm trong Top 10 tại Anh và Mỹ. Tuy nhiên, album tổng hợp Wings Greatest lại là album duy nhất của họ không đạt được thành tích này tại Mỹ.
Đĩa đơn năm 1977 của Wings "Mull of Kintyre"/"Girls School" là đĩa đơn bán chạy nhất nhưng không được xếp hạng ở Anh (đĩa đơn "Bohemian Rhapsody" của Queen bán được nhiều hơn song lại phần nhiều trong chiến dịch ủng hộ Terrence Higgins Trust), và đứng thứ 4 trong số những đĩa đơn bán chạy nhất mọi thời đại của Anh tính tới năm 2002.
Năm 2007, iTunes Plus ra đời. Trong số những album được Apple đưa lên có cả chín album của Wings. Ngày 4 tháng 7 năm 2007, Band on the Run là album được tải về nhiều thứ 4 trên iTunes.
Wings xuất hiện trong khá nhiều câu chuyện trào phúng. Hầu hết người hâm mộ đều cho ban nhạc là phiên bản pop gần gũi hơn của The Beatles. Alan Partridge của Steve Coogan rất hâm mộ Wings và cho rằng đó là "ban nhạc mà thực ra Beatles phải trở thành". Trong tập phim "Burns' Heir" của loạt phim The Simpsons, một lập trình viên đã nói "đã tống cổ Paul McCartney khỏi Wings" ("did get Paul McCartney out of Wings") và nhân vật Homer Simpson thốt lên "Đồ ngu! Ông ta là người giỏi nhất!".

## Danh sách đĩa nhạc
- Wild Life (1971)
- Red Rose Speedway (1973)
- Band on the Run (1973)
- Venus and Mars (1975)
- Wings at the Speed of Sound (1976)
- London Town (1978)
- Back to the Egg (1979)

## Tour diễn
- Wings University Tour – 11 buổi diễn tại Anh năm 1972.
- Wings Over Europe Tour – 26 buổi diễn vòng quanh châu Âu năm 1972.
- Wings 1973 UK Tour – 21 buổi diễn tại Anh năm 1973.
- Wings Over the World Tour – 66 buổi diễn vòng quanh thế giới trong những năm 1975–1976.
- Wings UK Tour 1979 – 19 buổi diễn tại Anh năm 1979 và 1 buổi diễn ngày 29 tháng 12 năm 1979.